# 켄 러빈

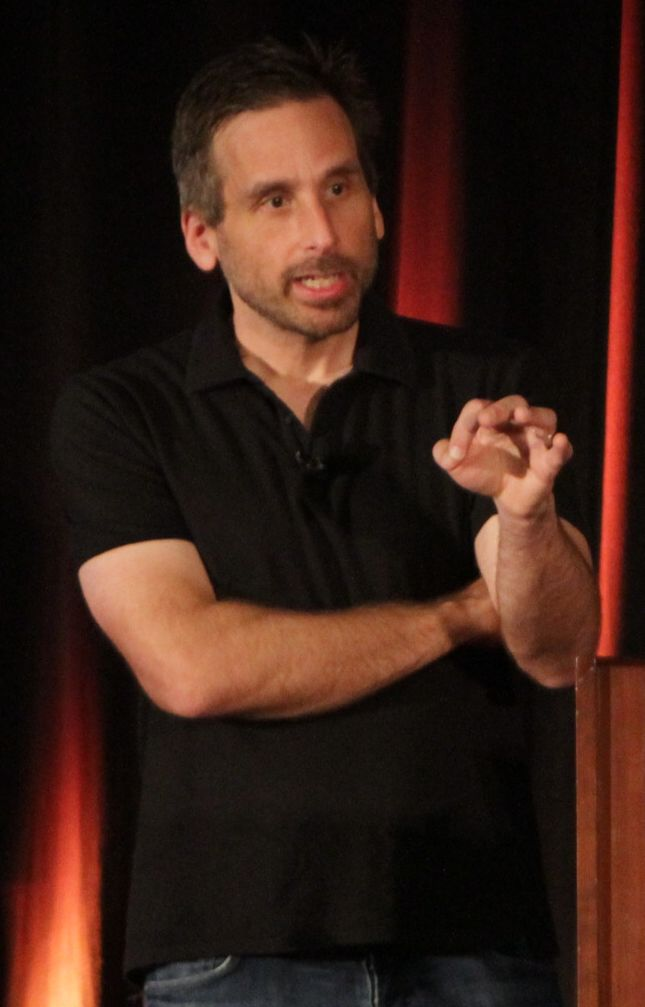

켄 러빈(영어: Ken Levine, 1966년 9월 1일 ~ )은 2K 보스턴/2K 오스트레일리아로 명칭이 바뀌기 전 이래셔널 게임즈의 창립 멤버 중 한 명이며, 크리에이티브 디렉터이다. 1995년 루킹 글래스 스튜디오에서 일한 경력이 있다.
그는 많은 게임 작업에 참여했는데, 그 게임으로는 씨프: 더 다크 프로젝트, 시스템 쇼크 2, 트라이브스 벤전스, 프리덤 포스와 속편 프리덤 포스 대 제3제국, 스와트 4, 그리고 바이오쇼크가 있다. 많은 루머들과는 다르게 그는 바이오쇼크 2의 제작에 참여하지 않았다. 현재 그는 다른 이름없는 프로젝트에 참여하고 있다.
그가 참여하고 있던 프로젝트들은 '이카루스', '바이오쇼크 인피니트' 개발을 목표로 하고 있던 것들이었다.
바이오쇼크 인피니트는 성공적으로 개발되어 전작 이상이라는 평가와 찬사를 받았다.